# Serguei Iuran
Serguei Iuran (portuguès: Sergei Yuran)  (Luhansk, 11 de juny de 1969) és un exfutbolista rus d'origen ucraïnès de la dècada de 1990.
Fou 25 cops internacional amb Rússia i 12 més amb la selecció soviètica.
Pel que fa a clubs, defensà els colors de FC Dinamo de Kíev, SL Benfica, FC Porto, FC Spartak Moscou, Millwall FC, Fortuna Düsseldorf, VfL Bochum i SK Sturm Graz.
Un cop retirat esdevingué entrenador.